# Mario Pierotti
Mario Pierotti (Pisa, 2 giugno 1911 – Pisa, ...) è stato un baritono italiano.
Mario Pierotti studiò al liceo S. Caterina di Pisa, e dopo aver conseguito la maturità, dovette lavorare nell'azienda paterna.
Nel 1935, accortosi di possedere una notevole voce di timbro baritonale, partecipò al Concorso Nazionale per voci nuove al Comunale di Firenze, classificandosi al primo posto.
Quel successo lo incoraggiò ad iscriversi al Conservatorio Cherubini di Firenze dove studiò canto.
Debuttò nel 1935 al Teatro Comunale di Agrigento nei panni di Germont ne La traviata, con la compagnia di canto "Castelmonte". Primo baritono della compagnia era il pisano Giuseppe Cassoli, il quale, non solo gli rese possibile l'esordio, ma lo aiutò anche a comprendere tutto quello che un giovane cantante deve sapere, il trucco, le luci, il portamento, la giusta deambulazione, e un'ottima dizione.
Nel 1938 debutta il ruolo di Amonasro nell'Aida a Campobasso: sarà il suo portafortuna, dato che interpreterà questo ruolo in tantissimi teatri italiani e stranieri (tra cui: Lecce Teatro Greco, Padova, Pisa e Bari Teatro Petruzzelli con Gina Cigna ed Elena Nicolai, Teatro Reale dell'Opera di Roma con Maria Caniglia, Ebe Stignani, Beniamino Gigli e Tancredi Pasero, Genova, Trieste, Liceu di Barcellona con Giacomo Lauri-Volpi, Parma con Carla Castellani e Ebe Stignani, Anversa, Teatro alla Scala di Milano con Mirto Picchi e Cesare Siepi, Brescia, RAI di Torino, Cesena con Cloe Elmo, Mirto Picchi e Cesare Siepi, Modena, Castello Sforzesco di Pavia, Catania, Piacenza, Ravenna, Reggio Calabria, e molti altri).
Altre importanti produzioni hanno visto Pierotti come protagonista: Silvio nei Pagliacci nel 1941 all'EIAR di Torino con Francesco Merli e Giuseppe Valdengo, Nelusko ne L'Africana di Meyerbeer al Liceu di Barcellona e La Gioconda al Teatro Coliseum di Porto con Beniamino Gigli.
Fece molte recite in Francia, e cantò a Lisbona e a Barcellona.
A Mario Pierotti piaceva rimarcare che aveva cantato con i più importanti direttori d'orchestra quali Tullio Serafin, Ghione, Capuana, Votto, Erede, Previtali, Bellezza, Santini, ecc.
Degna di nota è stata la sua partecipazione al concerto in onore di Titta Ruffo a Pisa, Teatro Verdi, nel 1945, assieme al tenore pisano Amerigo Gentilini. Titta Ruffo, che era presente, al termine gli donò una sua foto con una splendida dedica come omaggio personale. Ugualmente apprezzata la sua interpretazione di Escamillo nella Carmen diretta dal Maestro Arturo Lucon, in scena al Chiabrera di Savona nel 1947, con Elena Nicolai nel ruolo di Carmen e Giuliana Fontanelli in quello di Micaela.
Mario Pierotti nella sua lunga carriera artistica si esibì anche in America Latina, in Belgio e al Covent Garden di Londra, interpretando ruoli veristi e verdiani.
Incise alcuni dischi e cantò per diverse radio straniere, in Belgio, in Francia, e alla EIAR/RAI di Torino.
Egli si ritirò dalle scene ancora giovane, giurò di non cantare e neppure entrare mai più in Teatro, e mantenne fino alla Sua morte questa idea, andò ad abitare nella sua casa nel quartiere popolare di S. Marco a Pisa dove è morto.